# Козлов, Михаил Игоревич
Михаил Игоревич Козлов (род. 25 мая 1999, Рыбинск, Ярославская область) — российский хоккеист, защитник.

## Биография
Начинал заниматься хоккеем в Рыбинске. В сезоне 2009/10 был в школе «Синяя птица» Москва, затем перешёл в «Локомотив-2004» Ярославль. В сезоне 2015/16 дебютировал в команде МХЛ-Б «Локо-Юниор», в следующем сезоне также выступал в МХЛ за «Локо». Играл в МХЛ за «Чайку» Нижний Новгород (2017/18 — 2018/19), в ВХЛ за «Торос» Нефтекамск (2019 — 1 матч), «Дизель» Пенза (2019/20 — 2020/21, 2022/23), «Кристалл» Саратов (c 2023/24). В сезоне 2021/22 играл в чемпионате Казахстана за «Торпедо» Усть-Каменогорск.
Участник юниорского чемпионата мира 2016 года.